# The Block Brochure: Welcome to the Soil 3
The Block Brocure: Welcome to the Soil 3 — сімнадцятий студійний альбом американського репера E-40, виданий 26 березня 2012 р. лейблом Heavy on the Grind Entertainment в один день з релізами The Block Brochure: Welcome to the Soil 1 та The Block Brochure: Welcome to the Soil 2. Ця платівка разом з двома зазначеними вище складає трилогію. Таким же чином в один день у 2010 він випустив два альбоми Revenue Retrievin': Day Shift і Revenue Retrievin': Night Shift та у 2011 — Revenue Retrievin': Overtime Shift і Revenue Retrievin': Graveyard Shift. У записі релізу взяли участь Снуп Доґґ, Tha Dogg Pound, Kokane, Кендрік Ламар, Droop-E, Too Short, Kaveo, Stressmatic, B-Legit, Віллі Вілл, Рагім Девон та ін.
29 березня 2012 відбулась прем'єра відеокліпу «Be You», 5 квітня — «What Happened to Them Days», 14 травня — «Catch a Fade», а 23 травня — «What You Smokin' On». У березні також вийшли два відеоролики, знятих для реклами трилогії.
Альбом дебютував на 71-ій сходинці чарту Billboard 200 та 13-му місці чарту Top R&B/Hip-Hop Albums.

## Список пісень
| #   | Назва                                                                 | Продюсер                | Тривалість |
| --- | --------------------------------------------------------------------- | ----------------------- | ---------- |
| 1.  | «Jealous»                                                             | Rick Rock               | 5:05       |
| 2.  | «Wasted» (з участю Cousin Fik)                                        | C Ballin                | 3:37       |
| 3.  | «What You Smoking On» (з участю Snoop Dogg, Tha Dogg Pound та Kokane) | DJ Silk                 | 4:12       |
| 4.  | «Making My Rounds»                                                    | C Ballin                | 3:41       |
| 5.  | «Catch a Fade» (з участю Kendrick Lamar та Droop-E)                   | Droop-E                 | 4:08       |
| 6.  | «Be You» (з участю Too Short та J Banks)                              | Chris «THX» Goodman     | 5:01       |
| 7.  | «It's Curtains» (з участю Kaveo та Droop-E)                           | Fastracks               | 3:06       |
| 8.  | «Stove on High» (з участю Stressmatic)                                | Rick Rock               | 4:24       |
| 9.  | «Get Loose» (з участю Cousin Fik та Droop-E)                          | DJ Fresh                | 3:33       |
| 10. | «Gargoyle Serenade»                                                   | Rick Rock               | 2:48       |
| 11. | «Pussy Loud» (з участю Cool Nutz та Maniac Loc)                       | Delvaughn «Deli» Tinned | 4:10       |
| 12. | «I Ain't Doin' Nothin'» (з участю B-Legit та Willy Will)              | Willy Will              | 4:01       |
| 13. | «What Happened to Them Days» (з участю J Banks)                       | Warren G                | 4:30       |
| 14. | «I'm on His Top»                                                      | DecadeZ                 | 2:47       |
| 15. | «Get Ya Weight Up» (з участю Katt Williams)                           | Rick Rock               | 4:52       |
| 16. | «Salute You» (з участю Raheem DeVaughn)                               | The8thgraders           | 3:57       |
| 17. | «40 & Hiero» (з участю Hieroglyphics)                                 | DJ Toure'               | 4:05       |
| 18. | «Sidewalk Memorial»                                                   | Droop-E                 | 5:39       |

| Бонус-треки на iTunes | Бонус-треки на iTunes                            | Бонус-треки на iTunes | Бонус-треки на iTunes |
| #                     | Назва                                            | Продюсер              | Тривалість            |
| --------------------- | ------------------------------------------------ | --------------------- | --------------------- |
| 19.                   | «Over Here» (з участю Too Short та Droop-E)      | DJ Mustard            | 4:15                  |
| 20.                   | «My Whip Hot» (з участю Laroo T.H.H. та Decadez) |                       | 3:36                  |

Примітки
- «What You Smoking On» містить семпл з пісні «I Love Him» у вик. Джин Плам.
- «40 & Hiero» містить семпл з пісні «Here We Go (Live at the Funhouse)» у вик. Run-D.M.C.
- Незазначені виконавці: J Banks на «What Happened to Them Days», Cousin Fik та Work Dirty на «It's Curtains», Araja на «Pussy Loud», Turf Talk на «Get Ya Weight Up».

## Чартові позиції
| Чарт (2012)               | Найвища позиція |
| ------------------------- | --------------- |
| США                       | 71              |
| US Independent Albums     | 12              |
| US Rap Albums             | 12              |
| US Top R&B/Hip-Hop Albums | 13              |